# Johann Friedrich Herbart

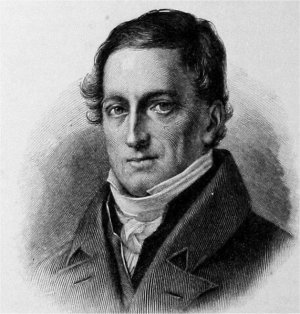
Johann Friedrich Herbart

Johann Friedrich Herbart (Oldenburg (Nedersaksen), 4 mei 1776 – Göttingen, 11 augustus 1841) was een Duitse filosoof, psycholoog en pedagoog. Hij wordt beschouwd als een van de grondleggers van de pedagogiek als academische discipline.

## Levensloop
Hij was een student van Fichte op de universiteit van Jena. Zelf gaf hij rond 1805 zijn eerste filosofische colleges aan de universiteit van Göttingen. In 1809 verhuisde hij naar Koningsbergen om daar de voormalige leerstoel van Kant te bezetten. Hij stichtte er een school voor pedagogisch onderwijs. In 1833 keerde hij terug naar Göttingen, waar hij professor in de filosofie bleef tot aan zijn dood in 1841.